# Ungerns krona

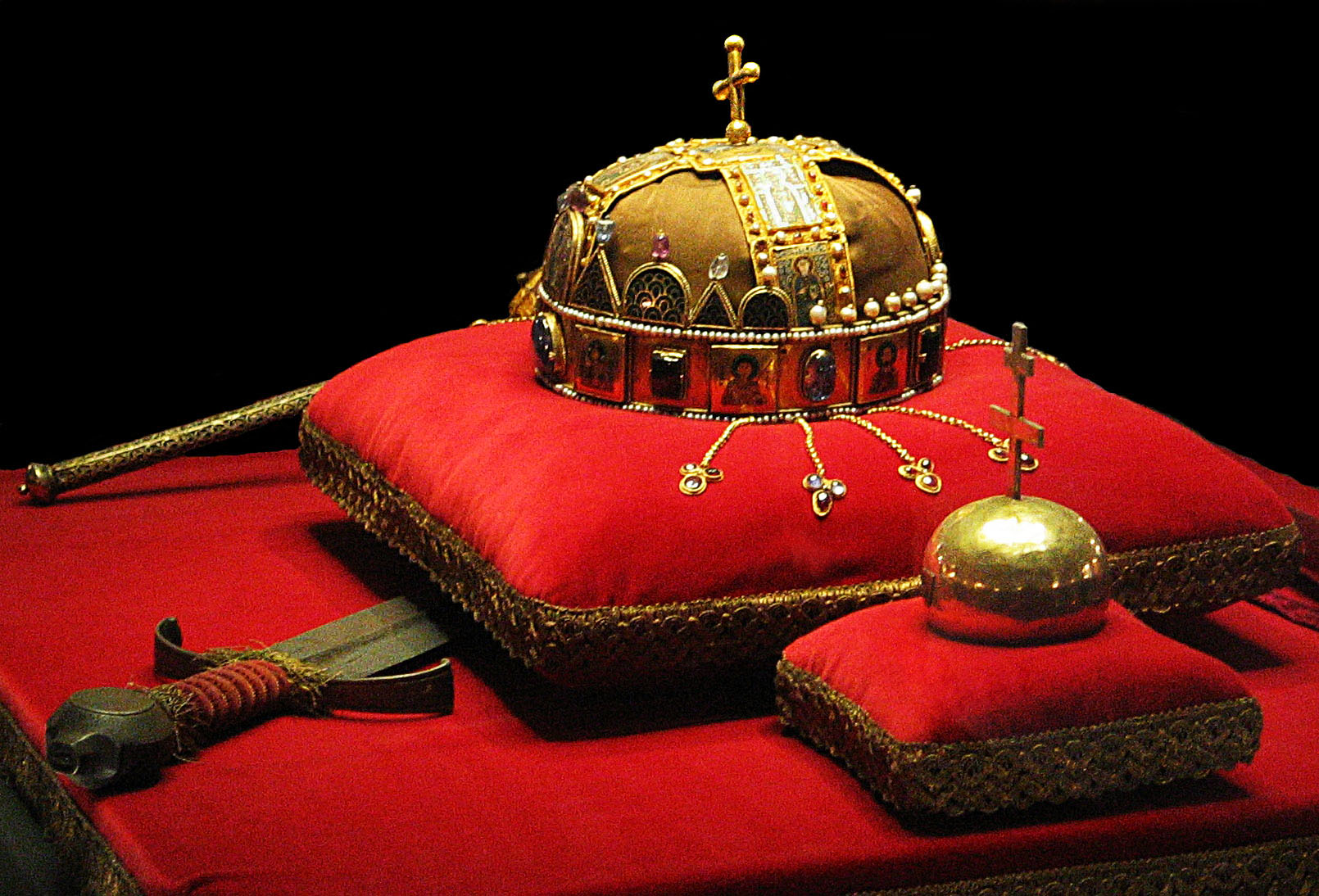
Ungerns krona, spira, riksäpple och svärd utställda i det ungerska parlamentet.

Ungerns krona, även kallad S:t Stefans krona och Stefanskronan, är Ungerns kungakrona och räknas än idag som en av Ungerns riksregalier, trots att landet numera är republik.

## Ursprung
Det finns mer än fyrtio teorier vad gäller kronans ursprung, men det finns några karakteristika som är gemensamma. Man anser att kronan består av två delar, en övre och en undre. Den undre företer inskriptioner på grekiska, medan den övre uppvisar inskrifter på latin. Sannolikt härstammar den undre delen från den bysantinska kultursfären, medan den övre delen kommer från Rom. 
Enligt traditionen är detta kung Stefan den heliges krona, därav namnet S:t Stefans krona. Han hade fått den i gåva från påve Silvester II 1001 eller beställt den från Georgien. Kronan har genom historiens lopp vilat på 55 ungerska kungars huvud. Det var dock två kungar, som inte kröntes med denna krona: Johan II Zápolya och Josef II.

## Ungerns krona som politiskt koncept

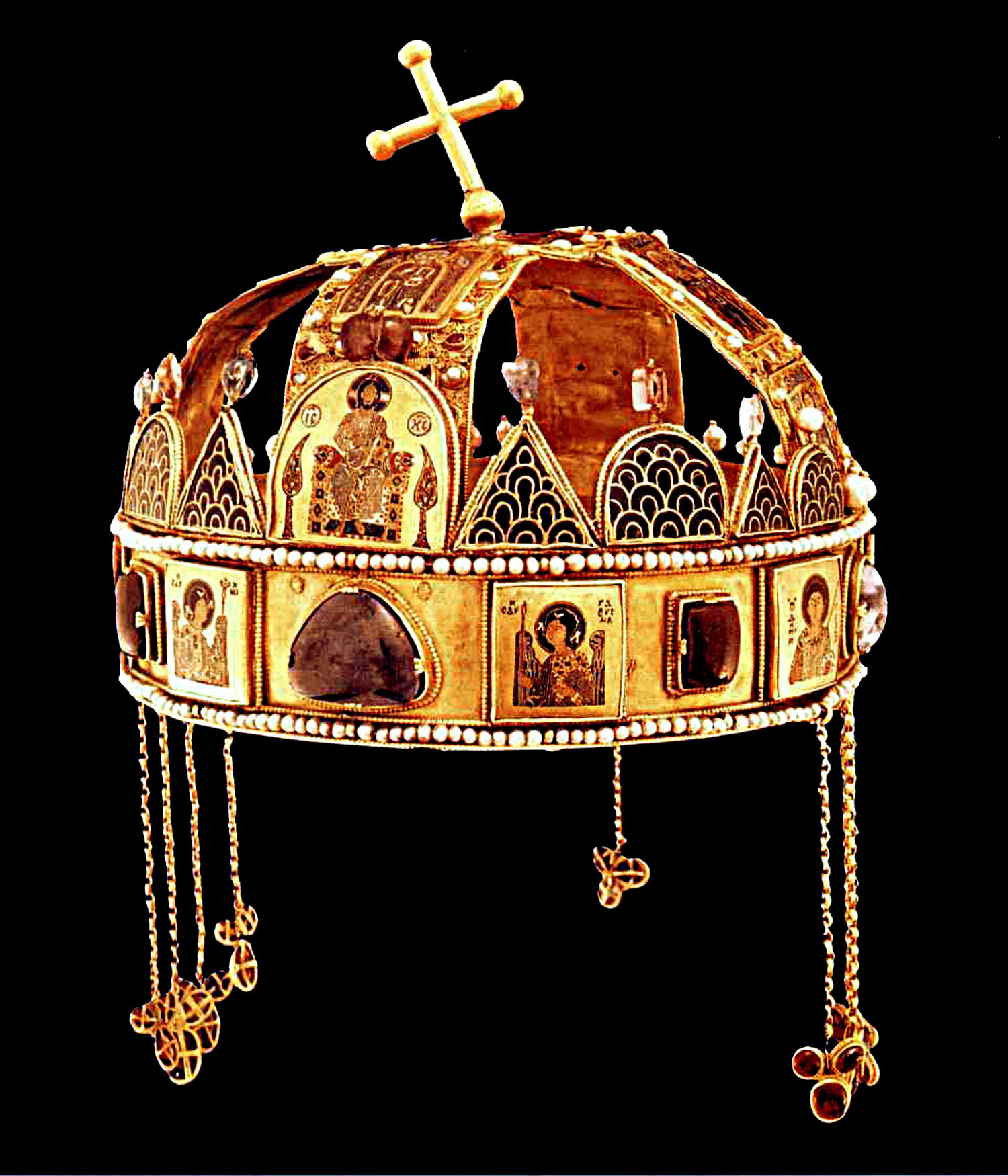
Ungerns krona.

Karta över grevskapen i kungadömet Ungern (Ungern samt Kungariket Kroatien och Slavonien).

Ungerns heliga krona ("Szent Korona") var, i synnerhet under mellankrigstiden, också intimt förknippad med föreställningen om kungariket Ungern. Under denna period användes begreppet som ett sätt att försäkra sig om en högerregering och ett återbördande av de ungerska kronländerna till staten Ungern.

## Modern historia
- Den 30 december 1916: den sista kröningen med kronan äger rum. Den siste ungerske kungen var Karl IV.
- Den 1 februari 1946: Ungerns andra republik grundas.
- År 1951: Kronan förs till USA.
- Den 6 januari 1978: Kronan återbördas till Ungern.
- Sedan den 15 augusti 2001 kan kronan beskådas i det ungerska parlamentet Országgyűlés.